# آلکسیس بل
آلکسیس بل (اسپانیایی: Alexeis Bell‎؛ زادهٔ ۲ اکتبر ۱۹۸۳) بازیکن بیس‌بال اهل کوبا است.
وی در مسابقات کشوری و بین‌المللی در مجموع برندهٔ ۲ مدال طلا، ۱ مدال نقره، ۱ مدال برنز شده‌است.